# Suwa'
Suwāʿʾ (in arabo ﺳﻮﺍﻉ‎?) era il nome di una delle cinque divinità risalente all'epoca post-noaica, giunte nella Penisola araba per opera di ʿAmr ibn Luḥayy nel corso delle Jāhiliyya. Le altre divinità erano Wadd, Yaghuth, Yaʿūq e Nasr.
Della dèa Suwāʿ parla il Corano (LXXI:23). Qualcuno pensava che fosse sposa di Wadd, dio dell'amore, e che il suo santuario fosse stato costruito dagli Hudhayl, dediti all'allevamento, a Ruhāṭ, nella regione di Yanbuʿ.
I B. Hudhayl la veneravano sotto forma di un masso, effettuando frequenti pellegrinaggi con offerte di bestiame sacrificale di piccola taglia.
Il santuario fu distrutto per ordine di Maometto da ʿAmr b. al-ʿĀṣ nel gennaio 630 (anno 8 dell'Egira).